# Повеља Франца Јозефа I Павлу Георгију Спирти
Повеља Франца Јозефа I Павлу Георгију Спирти је историјски документ писан руком, готицом, којим у је Аустријски цар одао признање за оданост Аустријској царевини, и његову независност и став након 1848. године у буни против мађарских револуционара.